# MotoGP 2
MotoGP 2 est un jeu vidéo de course, développé et édité par Namco, sorti en France le 13 février 2002 sur PlayStation 2.

## Accueil
- Jeuxvideo.com : 16/20[1]